# My Turn (Martina Bárta)
My Turn è il singolo di debutto della cantante ceca Martina Bárta, pubblicato il 29 marzo 2017.

## Pubblicazione
Il 15 febbraio 2017 l'emittente televisiva ceca, Česká televize (ČT) ha reso noto che Martina Bárta avrebbe rappresentato la nazione all'Eurovision Song Contest 2017 a Kiev, in Ucraina ed il 21 febbraio è stato confermato che la canzone che avrebbe portato sarebbe stata My Turn.
Come I Stand di Gabriela Gunčíková il brano è una ballata scritta da autori inglesi.
Il brano è stato scritto da DWB e Kyler Niko.
La cantante si è esibita nella prima semifinale del 9 maggio 2017, raggiungendo il 13º posto con 83 punti e senza avanzare verso la serata finale.

## Tracce
1. My Turn – 2:58

## Pubblicazione
| Paese | Data          | Formato           |
| ----- | ------------- | ----------------- |
| Mondo | 7 marzo 2017  | Audio             |
| Mondo | 13 marzo 2017 | Video musicale    |
| Mondo | 29 marzo 2017 | Download digitale |